# Walburga Habsburg Douglas
Walburga Maria Helene Elisabeth Franziska Habsburg Douglas, född von Habsburg-Lothringen 5 oktober 1958 på slottet Berg vid Starnbergsjön i Landkreis Starnberg i Bayern i Västtyskland, är en svensk politiker (moderat), som var riksdagsledamot 2006–2014, invald för Södermanlands läns valkrets. Hon har doktorerat i juridik och är till yrket även journalist.
Hennes bördstitel är ärkehertiginnan Walburga av Österrike (Walburga Maria Franziska Helene Elisabeth von Habsburg-Lothringen), ärkehertiginna och kejserlig prinsessa av Österrike, kunglig prinsessa av Ungern och Böhmen. Hon är genom giftermål grevinna Douglas.

## Familj och personlig verksamhet
Walburga Habsburg Douglas är yngsta dotter till Otto von Habsburg (född som ärkehertig och kronprins Otto av Österrike-Ungern) och prinsessan Regina av Sachsen-Meiningen samt därmed sondotter till Österrikes siste kejsare Karl I. 
Sedan 1992 är hon gift med greve Archibald Douglas (född 27 november 1949). Paret bor på Ekensholm i Malmköping. 
Walburga Douglas är aktiv inom Malteserorden och var bland annat dess president ad interim under del av 2008.

## Yrke och utbildning
Efter studentexamen 1977 i Tutzing i Bayern studerade hon från 1977 till 1982 juridik i Salzburg där hon doktorerade i kyrkorätt. 
Från 1979 till 1992 arbetade hon som parlamentarisk assistent i Europaparlamentet. År 1983 studerade hon vid National Journalism Centre i staden Washington och arbetade på tidskriften Reader’s Digests Washingtonkontor. Mellan 1985 och 1992 var hon informationsansvarig avseende Europa för Omans informationsministerium. Sedan 2004 är hon styrelseledamot i Arab International Media Forum i London.

## Politisk verksamhet
År 1973 var hon med att grundlägga Paneuropa-Jugend Deutschland, (paneuropeiska ungdomsförbundet i Tyskland), för vilken hon var ordförande i Bayern, och viceordförande. År 1977 grundade hon Brüsewitz-Zentrum (Christlich Paneuropäisches Studienwerk,  det kristna paneuropeiska studieverket). 
Från 1980 till 1988 var hon biträdande internationell generalsekreterare, från 1988 till 2004 internationell generalsekreterare och sedan 2004 är hon internationell verkställande viceordförande i Paneuropeiska unionen.
Den 19 augusti 1989 var hon medarrangör till ”den paneuropeiska picknicken” vid järnridån, på gränsen mellan Ungern och Österrike, då taggtråden klipptes upp för första gången, så att mer än 600 personer från det dåvarande Östtyskland kunde resa in i väst. Detta var den största flyktingvågen sedan Berlinmuren byggdes, och var ett evenemang som idag betraktas som en viktig symbolhandling vid den östeuropeiska realsocialismens fall. Sedan 2003 är hon kretsordförande i Moderata samlingspartiet i Flens kommun och styrelseledamot för partiets länsförbund i Södermanlands län. Sedan 2005 är hon styrelseledamot i Jarl Hjalmarsonstiftelsen, som är partiets stiftelse för demokratibistånd.
Hon var moderat kandidat i 1999 och 2004 års val till Europaparlamentet samt i 2002 och 2006 års val till Sveriges riksdag. Hon vann ett mandat i det sistnämnda valet och blev ledamot i riksdagens utrikesutskott, suppleant i EU-nämnden och medlem i den svenska parlamentariska OSSE-delegationen. I riksdagen har hon bland annat varit aktiv i EU-frågor och har motionerat för ökad användning av EU-flaggan i offentliga sammanhang.

## I media
Humorprogrammet Hej Domstol! i Sveriges Radio P3 har gjort ett antal inslag om Walburga Habsburg Douglas.

## Utmärkelser
- Dam av heder och hängivenhet av Suveräna Malteserorden
- Ledamot av kejserliga Österrike-Ungerska Stjärnkorsorden